# Dasychira crenulata
Dasychira crenulata är en fjärilsart som beskrevs av Bethune-Baker 1908. Dasychira crenulata ingår i släktet Dasychira och familjen tofsspinnare. Inga underarter finns listade i Catalogue of Life.